# Ботушанська Ольга Федорівна
О́льга Фе́дорівна Ботуша́нська (нар. 22 жовтня 1938, Суха Маячка Новосанжарського району Полтавської області) — українська бібліотекознавець, бібліотекар і бібліограф.

## Життєпис
Народилася в сім'ї колгоспника. У 1946—1956 роках навчалась у середній школі. В 1956 році вступила, а в 1960 році закінчила Харківський державний бібліотечний інститут за спеціальністю бібліотекознавство і бібліографія, з кваліфікацією бібліотекар-бібліограф.
Свою трудову діяльність розпочала в тому ж році завідувачкою пересувного фонду Ярмолинецької районної бібліотеки для дорослих Хмельницької області. У 1961—1962 рр. — бібліотекар читальної зали Хмельницької обласної бібліотеки для дітей; 1962—1965 рр. — старший інспектор Хмельницького обласного управління культури; 1965—1973 рр. — завідувачка методико-бібліографічного відділу Одеської обласної бібліотеки для дітей ім. Н. К. Крупської. У 1986 році призначена керівником Одеської державної наукової бібліотеки ім. М. Горького, яку очолювала до січня 2019 року.
Представляла бібліотеки України на наукових конференціях, семінарах, у тому числі міжнародних (США, Німеччина, Болгарія, Франція, Фінляндія). З серпня 1995 року до лютого 1996 року стажувалася на базі Державної бібліотеки Нового Південного Уельсу (Австралія).
Автор та співавтор ряду наукових бібліотекознавчих публікацій, відповідальний редактор книгознавчих та бібліографічних праць, що отримали високе визнання держави та серед наукової спільноти, а саме: двох випусків «Голодомор в Україні 1932—1933 рр.», «Книги і долі: Митці Розстріляного Відродження: Біо-бібліографічний покажчик», серії «Невичерпні джерела пам'яті» та інших.

## Громадська діяльність
Голова місцевого осередку Української бібліотечної асоціації, член президії Одеської обласної ради миру, заступник голови Постійної комісії по культурі, науці та освіті Одеської міської ради ХХІІІ скликання, голова обласної організації партії «Солідарність жінок України» та обласної жіночої організації «Славія».

## Відзнаки
- За внесок у збереження і розвиток національної наукової та історико-культурної спадщини, розвиток культурних міжнародних зв'язків, «високий професіоналізм» відзначена почесним званням «Заслужений працівник культури України» (1994),
- «Орденом княгині Ольги» ІІІ (1999), ІІ (2004) та І (2007) ступенів,
- Подякою Президента України (2009),
- «Знаком Пошани» (2008),
- відзнакою голови Одеської облдержадміністрації (2003) та голови Одеської обласної ради (2009),
- медаллю Міжнародної кадрової академії «За заслуги в освіті» (2003),
- орденом «Преподобного Нестора літописця» Української православної церкви Московського патріархату (2005),
- срібною медаллю Франції — Кавалера Ордена Літератури та Мистецтв (2004),
- медаллю парламенту м. Марсель (2010),
- знаком Фундації українознавчих студій Австралії (1994),
- медаллю княгині Ольги від Союзу Українок Австралії (1999),
- Відзнака Президента України — ювілейна медаль "20 років незалежності України (2011)[3].
- Відзнака Президента України — ювілейна медаль «25 років незалежності України» (2016)[4].

## Основні публікації
- До питань про формування фонду української книги в Одеській науковій бібліотеці імені М. Горького / О. Ботушанська // Фонди наукової бібліотеки : стан та перспективи розвитку : матеріали респ. міжвід. наук. конф., Харків, листоп. 1992 р. – Харків, 1993. – С. 56–58.
- Одеська наукова бібліотека ім. М. Горького у розвитку науки і культури регіону: історичні аспекти і сучасність / О. Ботушанська // Бібліотеки у розвитку науки й культури регіону : наук.-практ. конф., присвяч. 165-річчю ОДНБ ім. М. Горького та 200-річчю Одеси, 22–24 листоп. 1994 р. : тези доп. і виступів / упоряд. М. В. Тетенко. – Одеса, 1994. – С. 3–5.
- Бібліотека в роки Другої світової війни : сторінки історії / О. Ботушанська // Повернення культурного надбання України. Проблеми. Завдання. Перспективи. – Київ, 1996. – Вип. 7 : Культура і війна. Погляд через півстоліття. – С. 53–56.
- Одеська державна наукова бібліотека ім. М. Горького у розвитку науки і культури регіону / О. Ботушанська // Конституція України та відродження культури національних меншин Одещини : матеріали наук.-практ. конф., Одеса, 12–13 черв. 1997 р. – Одеса, 1998. – С. 24–29.
- 170 років Одеській державній науковій бібліотеці ім. М. Горького / О. Ботушанська // Духовність і культура у формуванні особистості та відродженні національної самосвідомості : матеріали міжнар. наук. конф., Одеса, 27–28 верес. 1999 р. – Одеса, 1999. – С. 8–18.
- Научная универсальная библиотека в гуманизации общества накануне ХХІ столетия : (на примере ОГНБ им. М. Горького) / О. Ф. Ботушанская // Філос. пошуки. – 2001. – Вип. ХІ–ХІІ. – С. 321–324.
- Словом и делом : [депутатський звіт О. Ботушанської перед виборцями 99-го округу] // Одес. вестн. – 2002. – 30 марта – С. 10 : фот.
- Дерибас А. М. Старая Одесса. Забытые страницы : ист. очерки и воспоминания / [сост.: О. Ф. Ботушанская, О. Н. Вовчок, Т. В. Щурова ; предисл. С. Р. Гриневецкого ; послесл.: Е. М. Голубовского, О. И. Губаря]. – Київ : Мистецтво, 2004. – 415 c. : ил., портр.
- Одеська бібліотека ім. М. Горького модернізується : [про плани модернізації б-ки та її наглядову раду] // День. – 2011. – 24 черв.